# Thompson Island, Antarktis
Thompson Island är en ö utanför Wilkes Land i Östantarktis. Australien gör anspråk på området.
Den största och yttersta av Balaena Islands, belägen cirka 1 000 m från Budd Coast. Ett röse har byggts på öns högsta punkt. Ön består av två klippor åtskilda av en isbelagd sänka; möjligen är det därför fråga om två öar sammanfogade av ett istäcke. 
Ögruppen fotograferades från luften 1947 i samband med den amerikanska Operation Highjump. En expedition organiserad av Australian National Antarctic Research Expeditions besökte ön 1956. Den är uppkallad efter australiensaren Richard Thompson.